# عداد سرعة

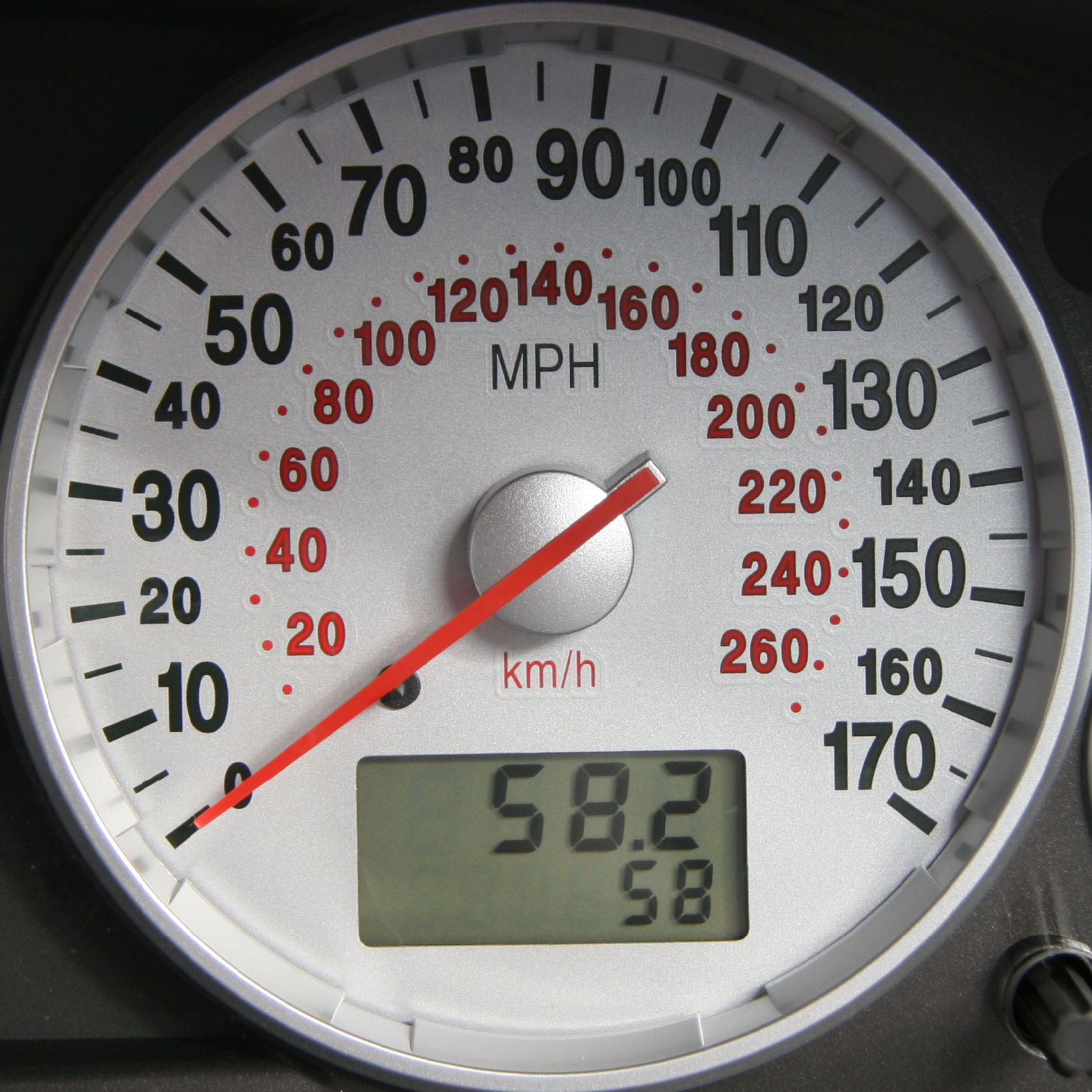
عداد سيارة فورد مونديو يُظهر السرعة بوحدتين (الأميال والكيلومترات في الساعة)، إضافة إلى استهلاك الوقود.

عداد سرعة المركبات مؤشر يدل على سرعة سيرها لإبلاغ السائق. يوضع عادة وراء عجلة القيادة مباشرة.